# Назаров, Михаил Викторович
Михаи́л Ви́кторович Наза́ров (род. 18 сентября 1948, Макеевка, Сталинская область, Украинская ССР, СССР) — российский писатель, публицист, общественный, политический и религиозный деятель, православный монархист. Основатель издательства «Русская идея». Известен как автор так называемого «Письма 500/5000», вызвавшего международный скандал. Само письмо и взгляды Назарова в целом характеризуются рядом источников как антисемитские. Один из организаторов движения «Жить без страха иудейска!».

## Биография
Родился 18 сентября 1948 года в Макеевке, Сталинская область. После окончания техникума (1967 год) работал электромехаником на острове Диксон и полярной станции мыса Челюскин. В 1975 году окончил переводческий факультет Московского государственного педагогического института иностранных языков им. М. Тореза, затем работал в Алжире переводчиком на строительстве металлургического комбината.

### В Германии
По словам самого Назарова, отказавшись в Алжире сотрудничать с КГБ, он скрылся вместе с женой и в 1975 году нелегально эмигрировал в Германию. В Германии — член Народно-трудового союза, ответственный секретарь журнала «Посев», один из учредителей Российского национального объединения в ФРГ, член Союза немецких журналистов.
Составитель сборников «Жить без Бога нельзя…», «Россия возвращается к Богу», «Нам нужна великая Россия» и др. Много времени уделял переправке подобной литературы в СССР, с этой целью в 1985—1986 годах в двух длительных командировках объехал крупные портовые города Северной Америки от Аляски до Нового Орлеана и Ньюфаундленда. Делегат от Германской епархии Русской Православной Церкви заграницей на Всезарубежных съездах русской молодежи (1979 год — Торонто, 1981 год — Сан-Франциско, 1986 год — Наяк, 1990 год — в Монреале уже как докладчик).
С 1987 года выступает как независимый публицист. Публиковался в изданиях «Литературная Россия», «Русский вестник», «Москва», «Наш современник» и др.
В 1991 году издал в России сборник «Русское зарубежье в год тысячелетия Крещения Руси», который историк Д. В. Хмыров назвал заметной вехой в изучении русской церковной эмиграции на родине.
О Западе отзывался: «Здесь есть разные силы, есть и достойные люди, организации. Но правят всё же деньги. А они могут быть высшей властью лишь в таком обществе, где подавлены все другие ценности, главное — духовные» («Завтра», 1993, № 2).

### В России
В 1994 году вернулся на постоянное место жительства в Россию и был избран секретарём Союза писателей России. Был членом руководства Российского христианского демократического движения (руководитель Виктор Аксючиц), движения «Держава» (руководитель Александр Руцкой).
В 1996 году основал издательство «Русская идея», издающее книги православного исторического и политического содержания.
Вся продукция издательства «Русская Идея» (кроме книги Михаила Назарова «Тайна России») напечатана в особом варианте русской орфографии, который отличается как от русского дореволюционного правописания, так и от общепринятого в современной России. Вот, что сказано о причинах такого нововведения на официальном сайте издательства:
Издательство «Русская идея» считает необходимым избавить русский язык от неестественных разрушительных реформ, разработанных масонами и насильно введенных жидобольшевиками после антирусской революции 1917 г. Этот процесс очищения требует специального исследования его учеными-филологами. Не дожидаясь завершения этой работы, в проведенной консультации с такими учеными издательство «Русская идея» считает необходимым уже сейчас устранить два явных искажения в орфографии:
1. Необходимо использование буквы «i» в слове «мір» (вселенная) и производных от него, во избежание смысловой путаницы со словом «мир» (отсутствие войны, покой).
2. Отказ от приставки «бес» перед глухими согласными, что нарушает этимологию этой приставки и предлога «без», означающих отсутствие или лишение чего-то. Слово «бес» имеет в русском языке иной смысл.
Распространяемая бесплатно раскладка компьютерной клавиатуры под орфографию издательства «Русская Идея», создана кандидатом технических наук М. З. Салиховым.
Михаил Назаров был участником состоявшейся с 13 по 16 ноября 2001 года в Сентендре (Венгрия) конференции на тему: «История Русской Православной Церкви в XX веке», посвящённая русской церковной истории 1917—1930-х годов, где выступил с докладом «Русское зарубежное Православие в эпоху ускорения апостасии». Также, был участником прошедшей с 13 по 16 ноября 2002 года II конференции «История Русской Православной Церкви в ХХ-м веке» (основной тематический период 1930—1948 гг.), где выступил с докладом «Собор в Карловцах 1921 г. и Всезарубежный Собор 1938 года»
В 2004 году единоличным решением Дмитрия Веймарна был исключён из Высшего монархического совета, по поводу чего написал: «Высшего Монархического Совета, достойного собственного названия, к сожалению, больше нет и в сложившихся условиях (особенно без участия Церкви) он восстановлению не подлежит».
С 2005 года член правления воссозданного черносотенного «Союза русского народа» (глава Вячеслав Клыков).
С 25 марта 2007 года — председатель Московского отдела «Союза русского народа». Неоднократный участник Русских маршей.
В марте 2007 года признал, что именно он предал широкой огласке обращение епископа Чукотского Диомида.
Не принял подписанного 17 мая 2007 года «Акта о каноническом общении» между Русской православной церковью заграницей и Русской православной церковью, будучи критически настроенным по отношению к последней, и перешёл в неканоническую РПЦЗ Агафангела (Пашковского).
После того, как Михаил Назаров начал критиковать Агафангела (Пашковского), последний 16 февраля 2014 года отлучил его от причастия, а затем и от своей Церкви. 29 мая 2014 года Агафангел (Пашковский) издал указ, предписывающий не иметь с Михаилом Назаровым «ни молитвенного, ни бытового общения», а 15 июня издал указ «об отлучении от Св. Причастия всех, сообщающихся с М. В. Назаровым». Назаров считает отлучение незаконным Кроме того, 21 октября того же года архиепископ РПЦЗ(А) Георгий (Кравченко) постановил «не совершать никаких молитвенных действий и не устраивать иного рода собраний в его доме, а также в любом другом месте в его присутствии».
Женат. Имеет троих детей. Живёт в Москве.

## Взгляды
Вместе с другим православным монархистом Константином Душеновым организовал движение «Жить без страха иудейска!».
Назаров резервировал роль «удерживающего» за Россией, поскольку в Священном Писании о ней и её исторической миссии ничего не сказано. Он связывал это с православной проповедью Евангелия во всём мире в предапокалипсические времена, заменяя христианскую проповедь православной, а предсказанное быстрое возрождение церкви — на возрождение России. По его мнению, если антихрист до сих пор не пришёл, за это нужно благодарить русский «богоносный народ», в первую очередь его «остаток» — праведников. Там, где в пророчествах обычно понимаются христиане, он говорил о православных, считая, что других истинных христиан в мире не осталось. Назаров изображал Россию богоносной и уподоблял её Христу: в XX веке она взошла на свою Голгофу, была распята и принесла искупительную жертву. По этой причине ей предстоит воскреснуть.
Революцию 1917 года Назаров связывал с еврейством, которое, по его словам, натравило внешних врагов на Россию, в том числе её союзников, и в то же время подрывало страну изнутри. Поражение монархических сил объяснялось им высокой нравственностью последних, которая не давала адекватно отвечать врагам. В итоге император отрёкся от престола, и его «ритуально» убили иудеи. С того времени «православная удерживающая цивилизация и западная апостасийная вступили в решающий конфликт, определяющий судьбу мира». Назаров отказался от объяснения революции какими бы то ни было социальными или экономическими причинами. Он утверждал, что накануне революции Россия переживала необычайный экономический взлет, но Богом не было допущено достижение полного материального благополучия, поскольку из-за этого утрачен был бы духовный стержень и наступил нравственный упадок.
На основе самостоятельного толкования Священного Писания, Назаров понимал упоминавшийся пророком Даниилом «рог» как государство Израиль, где, по его словам, и должен воцариться антихрист. Поскольку считается, что он будет из «колена Данова», Назаров заявлял, что для этого есть достаточно указаний в священных текстах. Назаров писал, что мировое еврейство с помощью денег и СМИ захватит власть над всем миром. За всем этим, согласно Назарову, стоят коварные действия сатаны. Вопреки богословам, полагавшим, что антихрист создаст синтетическую мировую религию, религией сатаны он именовал «антихристианский иудаизм» как «сатанинскую антицерковь». Ядро политической власти антихриста, по его мнению, составит «антигосударство», которое объединит Израиль и США.
Назаров («„Тайна беззакония“ в действии, или Россия для нерусских») изображал Запад как «апостасийную цивилизацию», а «тайну беззакония» связывал с «западными еврейскими и масонскими кругами». Советский период он воспринимал как «открытый удар сатанинского наступления», «репетицию апокалипсиса». Своей задачей Назаров считал спасение России и сопротивление «силам зла» по всему миру. Сутью современности Назаров называл противостояние «Нового мирового порядка» и «Русской идеи». Первую он считал «царством антихриста», вторая была для него связана с «удерживающей монархией». Согласно Назарову апокалипсическое время началось казнью Христа, которая положила начало апостасии. Иудаизм и масонство для него были связаны с «сатанизмом». Евреев он считал «жертвой сатаны». Они были соблазнены еретическим «хилиазмом», поскольку они стремятся создать «царство Божие» на Земле и покорить себе мир. Это делает евреев «оплотом тайны беззакония и готовящегося ею царства антихриста». Российскую империю Назаров называл максимальным земным воплощением Божественного Закона, а американскую империю — максимальным воплощением «тайны беззакония» в виде такой материалистической идеологии, какой дьявол безуспешно соблазнял Христа в пустыне. Он требовал, чтобы в Конституции РФ подчёркивалось место православной России как «удерживающего». Назаров писал о необходимости воссоздания Российской империи при православной монархии и православной идеологии. На переходный период для России, по его мнению, необходим вождь, которого изберут «лучшие люди» на базе «корпоративного принципа организации общества». Идеал этого устройства Назаров находил в фашистских режимах 1930-х годов, в первую очередь, итальянском, которым была присуща описанная им организация. Он хотел донести эту идею до будущего «вождя Третьего Рима», от которого требовалось установить автаркию, оградив Россию от «внешнего зла» и «тайны беззакония». Назаров рекомендовал возврат к тоталитарному режиму при жестком государственном контроле и мобилизационной экономике, но на базе православия. Он игнорировал «всемирную миссию» и изображал для России националистическое устройство, основанное национально-пропорциональном представительстве, которое предполагает дискриминацию по этническому признаку.
Назаров отмежевывался от западной демократии, русского большевизма, и итальянского фашизма, считая последний языческим обожествлением нации. Германский нацизм он понимал как подражание «расизму иудаизма»; эта конкуренция, по его словам, вызвала настолько жестокую «расправу с соперником». Дело нацистов он считал справедливым, но утверждал, что сатана увлек их на ложный путь. Верным он считал путь режимов Франко и Салазара.
По оценке ряда источников, включая исследователей из Тель-Авивского университета, Михаил Назаров является активным участником антисемитской пропаганды, включая кровавый навет и отрицание Холокоста.
Назаров отрицает подлинность «Протоколов сионских мудрецов». По его мнению «Протоколы», хотя и не являются документальным источником, но, тем не менее, отражают реальность. Специалист по антисемитизму Вадим Россман отмечает, что Назаров делает утверждения о существовании еврейского-масонского заговора.
По мнению историка Семёна Чарного, Назаров выражал положительное отношение к нацизму, связанное с его, по мнению Чарного, антисемитскими взглядами. В статье под заголовком «Перл-Харбор на Большой Бронной» Назаров утверждал, что резня в московской синагоге, устроенная Александром Копцевым, была спровоцирована самими евреями для того, чтобы «добиться ужесточения репрессий против т. н. „антисемитов“» и «легализованного расширения военизированных структур „еврейской самообороны“ типа „Бейтара“», а также «отвлечь внимание от человеконенавистнического еврейского кодекса „Шулхан Арух“» и «подготовить почву для наступления на православное учение о сатанинской сути еврейского вопроса и требовать от Церкви соответствующих „реформ“». В других статьях Назаров возложил на евреев ответственность за развязывание Первой мировой войны, доказывал, что число евреев среди чекистов составляло более 70 %, что жестокости объясняются «предписаниями кодекса „Шулхан Арух“ по отношению к христианам», а большевики якобы сами отождествляли свою власть с еврейством.
Назаров утверждает, что в России существует талмудическая иудейская секта, которая практикует ритуальные убийства. В мае 2005 года он обвинил евреев в ритуальном убийстве детей в Красноярске, ссылаясь на дело Бейлиса.
Официальная экспертиза Института психологии РАН относительно его книги «Тайна России» и работы «Жить без страха иудейска!» (написанной в связи с дискуссией о Письме 5000) дала следующее заключение: «Претензии в адрес М. В. Назарова лишены оснований, так как автор лишь придерживается православно-христианского учения — признанной мировой духовно-нравственной традиции… Высказывания Назарова являются проявлением православной религиозно-философской концепции мировой истории, а не проявлением антисемитизма и фашизма».

## «Письмо 500» и «Письмо 5000»
Составитель открытого письма (так называемого «Письма 500»). По мнению целого ряда СМИ, общественных, религиозных и политических деятелей это письмо является антисемитским. Письмо было названо антисемитским в официальных заявлениях Министерств иностранных дел России и Израиля.
В частности, руководитель правозащитного центра «Сова» Александр Верховский в годовом отчете «Антисемитизм в России. 2005 год. Основные события и новые тенденции» написал, что «Михаил Назаров совместил антисемитскую интерпретацию „Кицур Шульхан Арух“ с классическими мифами о еврейском заговоре и получил теорию, согласно которой все еврейские организации руководствуются „человеконенавистническими“ идеями в отношении неевреев и, следовательно, все должны быть запрещены».
Однако, по мнению прокуратуры это письмо не нарушило законодательство Российской Федерации. Прокуратура пришла к выводу: «текст обращения не содержит информации, побуждающей к действиям против какой-либо нации, расы, религии или отдельных лиц как её представителей». Впоследствии Назаровым было инициировано составление другого письма, под которым поставили свои подписи уже 5000 человек, и которое получило название «Письмо 5000». Один из координаторов возникшего на этой основе движения «Жить без страха иудейска!». По утверждениям самого Назарова, оно стихийно возникло из протеста православных людей против клеветы СМИ на Письмо 5000 (само письмо было подписано многими православными клириками, в их числе около 50 священников).
Все три попытки еврейских лидеров возбудить уголовное дело против автора «Обращения 5000» М. В. Назарова по обвинению в разжигании национальной розни были прокуратурой отвергнуты (постановления от 24.06.2005, 31.08.2005 и 14.03.2006).
В свою очередь, Михаил Назаров расценил высказывания представителей ряда организаций, называвших его «нацистом» и «антисемитом», как клеветнические и оскорбительные и подал заявление в суд. 11 апреля 2006 года Басманный районный суд города Москвы отказал Назарову во всех его исковых требованиях в полном объёме.

## Влияние
Комментарии Назарова включены в антологию «Россия перед Вторым пришествием», составленную православным монархистом Сергеем Фоминым и ставшую наиболее популярным православным изданием, посвящённым эсхатологическим ожиданиям.

## Публикации
книги
- Русская идея и современность. — Монреаль, 1990. — 18 с.
- Радио «Свобода» в борьбе за мір...: сборник полемических статей. — Мюнхен: Веста, 1992. — 128 с.
- Миссия русской эмиграции. — Ставрополь: Кавк. край, 1992.
  - Миссия русской эмиграции. — 2-е изд., испр.. — Москва: Родник, 1994.
- Заговор против России: Белые пятна драмы XX века. — Потсдам: Геликон, 1993. — 208 с.
- «Российско-американская совместная революция…». — Москва: Выбор, 1994. — 34 с.
- Триумф мировой закулисы: Десять уроков «демократических» выборов и русская идея. — М.: Альманах «Русская идея», 1996. — 94 с. — (Русская идея; Вып. 1).
- Кто наследник Российского Престола?. — Альманах «Русская идея», 1996.
  - Кто наследник Российского престола?. — 2-е изд., расшир.. — М.: Альманах «Русская идея», 1998. — 332 с. — (Русская идея : РИ; Вып. 2). — ISBN 5-85346-022-6.
  - Кто наследник Российского Престола?. — 3-е изд., испр. и доп.. — Москва: Русская идея, 2004. — 335 с. — ISBN 5-98404-004-2.
- Тайна России : Историософия XX в.. — М.: Русская идея, 1999. — 732 с. — ISBN 5-85346-028-5.
- Диалог РПЦЗ и МП: «Соединение может быть только в Истине»: К Всезарубежному Собору РПЦЗ. К поместному Собору РПЦ МП. — М.: Русская идея, 2004. — 320 с. — ISBN 5–98404–005–0.
- Вождю Третьего Рима : К познанию русской идеи в предапокалипсическое время. — М.: Русская идея; Курган : Зауралье, 2004. — 990 с. — ISBN 5-98404-001-8.
  - Вождю Третьего Рима: К познанию русской идеи в предапокалипсическое время. — 2-е изд., испр.. — Русская идея, 2005. — 975 с. — ISBN 5-9840400-1-8.
- Жить без страха иудейска! О причинах и цели «Письма 5000». — М.: Русская идея, 2005. — 20 с.
  - Жить без страха иудейска! : о причинах, целях и первых результатах "Письма 500-5000-15000". — 2-е изд., испр. и доп.. — Москва: Русская идея, 2005. — 176 с. — ISBN 5-98404-006-9.
  - Жить без страха иудейска! Но со страхом Божиим. — 5-е изд.. — М.: "Русская идея", 2006. — 400 с.
- Диспут Назарова с Кацманом о «православном антисемитизме» — М.: Русская идея, 2011. — 472 с. ISBN 978-5-98404-011-2

статьи
- Между коммунизмом и апостасией // «Православная Русь». — 1994. — № 19. — С. 5-8
- Три ветви русского зарубежного православия // «Вопросы истории». — М. — 1997. — № 6. — С. 3-13
- История зарубежного православия // Эмиграция и репатриация в России. — М.: Попечительство о нуждах российских репатриантов. — 2001. — С. 87-103
- Всемирное призвание России в духовном опыте Русского Зарубежья // «Трибуна русской мысли». — 2002. — № 1. — С. 130—134
- Три ветви русского народа и «новый мировой порядок» // «Трибуна русской мысли». — 2002. — № 4. — С. 175—183
- Русское зарубежное Православия в эпоху ускорения апостасии // История Русской Православной Церкви в XX веке (1917—1933 гг.). Материалы конференции в г. Сантендре (Венгрия) 13-16 ноября 2001. — Петрозаводск: Издание Обители Преп. Иова Почаевского в Мюнхене. — 2002. — С. 238—258
- Русская Церковь и русский народ в начале «последнего века». О «превентивной» смуте в Русской Зарубежной Церкви // «Трибуна русской мысли». — 2002. — № 2. — С. 126—145